# Beugelkroon

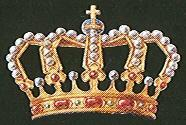
De heraldische beugelkroon van het Koninkrijk der Nederlanden

Een beugelkroon is een kroon met zogenaamde opstaande diademen. Het is het gebruikelijke type van de koningskroon.
De kronen van Nederland, België en Engeland zijn beugelkronen. Het aantal beugels varieert; meestal zijn dat er acht maar op de Engelse Kroon van Sint-Eduard zijn het er vier.
De beugelkroon verscheen in de negende eeuw in West-Europa en werd toen gebruikt door de Karolingen.